# Pusto Selo (Orahovac)
Pour les articles homonymes, voir Pusto Selo.
Pastasellë en albanais et Pusto Selo en serbe latin (en serbe cyrillique : Пусто Село) est une localité du Kosovo située dans la commune/municipalité de Rahovec/Orahovac et dans le district de Prizren/Prizren. Selon le recensement kosovar de 2011, elle compte 1 011 habitants, tous albanais.
Selon le découpage administratif du Kosovo, la localité fait partie du district de Gjakovë/Đakovica.

## Histoire
La mosquée du village, qui remonte XIXe siècle, est proposée pour une inscription sur la liste des monuments culturels du Kosovo.

## Démographie

### Évolution historique de la population dans la localité
| 1948 | 1953 | 1961 | 1971 | 1981 | 1991  | 2011  |
| ---- | ---- | ---- | ---- | ---- | ----- | ----- |
| 306  | 317  | 413  | 577  | 827  | 1 013 | 1 011 |

|  |